# Базилика Эмилия
Базилика Эмилия (лат. Basilica Aemilia) — разрушенная базилика на Римском форуме.
Базилика представляла собой строение из туфа и травертина прямоугольной формы длиной 100 метров, состоявшее из трёх нефов. Она была построена в 179 году до н. э. цензорами Марком Эмилием Лепидом и Марком Фульвием Нобилиором, поэтому сначала называлась лат. Basilica Aemilia et Fulvia. Позднее базилика была расширена представителями рода Эмилиев — консулом Марком Эмилием Лепидом в 78 до н. э. и консулом Луцием Эмилием Лепидом Павлом около 50 до н. э. на деньги, полученные от взятки Гая Юлия Цезаря — и при императоре Августе. У базилики появился второй этаж, ступени вели к террасе над портиками, от которых можно было попасть на второй этаж. На террасе находилась трибуна, обращённая к форуму. Вся базилика была украшена мрамором, пол базилики также получил покрытие из белого и полихромного мрамора.
Возможно, здание базилики служило рынком, зданием суда или местом проведения гражданских собраний. В южной части здания находились лавки, среди колонн располагались столы менял. При пожаре 410 года базилика полностью сгорела (археологи основываются при этом на монеты 410—411 годов, найденные в слое, оставшемся после пожара). Большой зал больше не был восстановлен, однако, таверны и портики были заново отстроены в 418—420 годах префектом города.
Первые исследования на месте руин начались в 1899 году под руководством Джакомо Бони. В 30-х годах XX века базилика была раскопана и частично отреставрирована.
- Реконструкция базилики Эмилия, 1905 год.
- Зарисовка руин, выполненная в 1480 году Джулиано да Сангалло.
- Фасад базилики на римской монете, 61 г. до н.э.